# Charlotte van Cyprus

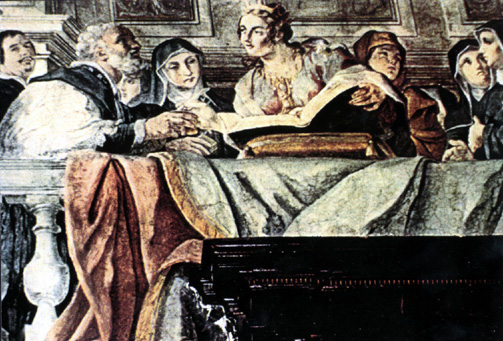
Charlotte in het midden.

Charlotte van Cyprus (Nicosia, 28 juni 1444 - Rome, 16 juli 1487) was koningin van Cyprus en titulair koningin van Jeruzalem en Armenië en prinses van Antiochie.

## Levensloop
Charlotte werd geboren in Nicosia op 28 juni 1444 als oudste en enige overlevend dochter van Jan II van Cyprus en Helena Palaiologina. Haar jongere zus Cleopha overleed in juni 1448, kort voordat Charlotte vier jaar werd, wat haar tot enige rechtmatige troon opvolgster maakte en erfster van al haar vaders titels en landen. Ze had een halfbroer Jacobus, geboren uit haar vaders relatie met zijn minnares Marietta de Patras.
Ze werd opgevoed in de Byzantijnse traditie en sprak vloeiend Grieks, wat ze leerde van haar moeder. Ze kon schrijven in het Frans, Italiaans en mogelijk in Latijn, maar gedurende haar leven communiceerde ze en sprak ze Grieks. Door haar uitgesproken mening, noemde Paus Pius II haar de "onverschrokken Griekse"
Zij was in 1456 gehuwd met Jan van Coimbra, zoon van Peter van Portugal, maar die werd vergiftigd en stierf in 1457. In 1458 volgde zij haar vader op als koningin van Cyprus. In 1459 huwde zij met haar volle neef Lodewijk van Genève (1436-1482), die met haar zou regeren. Haar bastaardbroer Jacobus had ondertussen de hulp ingeroepen van de sultan van Egypte, overrompelde het eiland en nam in 1460 de macht over. Samen met een aantal getrouwen verschanste zij zich tot 1463 in de burcht Kyrenia en nam daarna de vlucht naar het westen. In 1485 stond zij al haar rechten op Cyprus af aan haar neef Karel I van Savoye en stierf in 1487 zonder enig nakomelingen.

## Dood
Ze overleed kinderloos op 16 juli 1487, kort na haar 43ste verjaardag, had ze een zoon geadopteerd, Alfonso van Aragon, een bastaardzoon van Ferdinand II van Napels, deze was getrouwd met haar halfbroer's bastaarddochter, Charlotte van Lusignan. Hoewel in februari 1485 in ruil voor een pensioen van 4.300 florijnen, had ze haar opvolging afgestaan aan haar neef's zoon Karel I van Savoye, de volgende in de successie-lijn.
Charlotte werd begraven in de kapel van de Sint-Andreas en Sint-Gregorius van de Sint-Pietersbasiliek. haar begrafenis werd betaald door paus Innocentius III.